# Caleta Falsa Salvesen
Die Caleta Falsa Salvesen (spanisch sinngemäß für Falsche Salvesenbucht) ist eine Nebenbucht der Hughes Bay an der Danco-Küste des Grahamlands auf der Antarktischen Halbinsel. Sie liegt östlich der Salvesen Cove und nördlich des Blériot-Gletschers.
Argentinische Wissenschaftler benannten sie.